# Laharpur
Laharpur é uma cidade  no distrito de Sitapur, no estado indiano de Uttar Pradesh.

## Geografia
Laharpur está localizada a 27° 43′ N, 80° 54′ L. Tem uma altitude média de 133 metros (436 pés).

## Demografia
Segundo o censo de 2001, Laharpur tinha uma população de 50,080 habitantes. Os indivíduos do sexo masculino constituem 52% da população e os do sexo feminino 48%. Laharpur tem uma taxa de literacia de 41%, inferior à média nacional de 59.5%: a literacia no sexo masculino é de 47% e no sexo feminino é de 34%. Em Laharpur, 19% da população está abaixo dos 6 anos de idade.